# 歌须语
歌须语是越南一种南亚语系语言。